# Kastell Ober-Florstadt

Plan des Kastells nach den Grabungen der RLK 1903

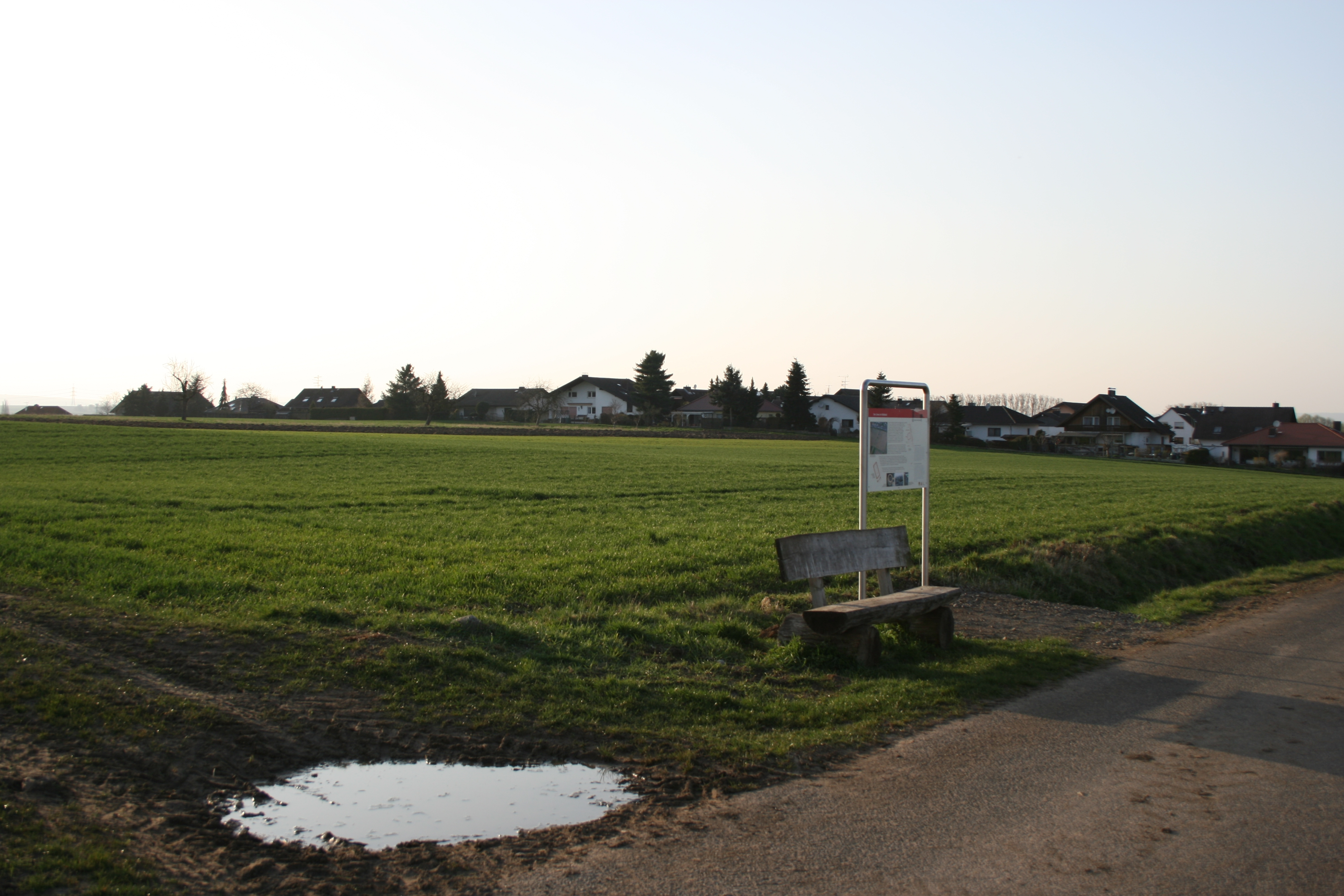
Ansicht des Kastellgeländes mit Schautafel

Das Kastell Ober-Florstadt (auch Kastell Oberflorstadt) war ein römisches Kastell an der Wetteraulinie des Obergermanisch-Rätischen Limes. Es befand sich beim heutigen Florstadt-Ober-Florstadt im hessischen Wetteraukreis. Von der Anlage ist heute nichts mehr sichtbar.

## Lage
Kastell Ober-Florstadt befindet sich auf einer Anhöhe südlich der Nidda in 2,5 km Entfernung zum Limes. Der Flurname „Auf der Warte“ weist auf einen mittelalterlichen Beobachtungsposten hin. Von hier konnte man einen großen Teil der Nidda- und Horloff-Senke sowie einen großen Teil des anschließenden Limesgebiets einsehen. Das Kastellgelände liegt am südlichen Ortsrand von Ober-Florstadt etwa 750 Meter Luftlinie südöstlich des Zusammenflusses von Horloff und Nidda.

## Kastell

### Erforschung
Das Kastell wurde durch den Streckenkommissar der Reichs-Limeskommission (RLK), Friedrich Kofler, entdeckt und in den Jahren 1886, 1888 und 1893 ausgegraben. Das weitgehend unüberbaute Areal konnte flächig untersucht werden, weshalb später keine planmäßigen Ausgrabungen am Kastell selbst stattfanden. Schon Kofler konnte vielfach nur noch die Ausbruchsgruben der Mauern feststellen, da offensichtlich ein Großteil der Mauern dem Steinraub zum Opfer fiel. Baumaßnahmen des Jahres 1974, welche die Zivilsiedlung berührten, konnten nur mit kleineren Untersuchungen begleitet werden. Viele Funde wurden von ehrenamtlichen Helfern eingesammelt, besonders das Kastell wurde häufig von Raubgräbern aufgesucht. Aus den vorgenannten Gründen dürften Grabungen im Kastellareal heute wenig aufschlussreich sein.
Eine weitere Untersuchung einiger Streifenhäuser der Zivilsiedlung wurde 2006 durch das Institut für Archäologische Wissenschaften der Universität Frankfurt durchgeführt.

### Befund
Kofler konnte ein 183 × 155 m großes Kastell mit abgerundeten Ecken ausgraben. Es war nach ONO auf den Limes hin ausgerichtet und besaß zwei sechs Meter breite, umlaufende Spitzgräben, die an den Toren unterbrochen waren. Die Kastellmauer, die weder Zwischen- noch Ecktürme besaß, konnte mit einer Breite von 1,75 m nachgewiesen werden. Das Fundament war teilweise nur 30–40 cm in den Untergrund eingetieft, üblicherweise aber zwischen einem und 1,20 Metern. Der Unterschied erklärt sich aus der unterschiedlichen Verwitterung des anstehenden Blasenbasalts. Die Mauer war nur noch in geringen Teilen erhalten und vielfach von Landwirten ausgebrochen. Sie bestand aus Gussmauerwerk, dessen Verkleidung im Fundamentbereich aus geglätteten Sand- und Basaltsteinen, oberhalb aus sorgfältiger behauenen Sandsteinen mit einer Länge von 26 bis 30 cm und einer Höhe von 10 bis 20 cm ausgeführt war.
Besonders zahlreich konnte die Innenbebauung des Kastells nachgewiesen werden. Dazu gehörten die principia (Stabsgebäude) in der Mitte des Kastells sowie ein Gebäudekomplex mit einem hypokaustierten Raum, vermutlich die Wohnung des Kommandanten (praetorium). Ein weiteres stark fundamentiertes Gebäude könnte ein Getreidespeicher (horreum) gewesen sein.
Eine Besonderheit für Kastelle am obergermanischen Limes stellen die Mannschaftsbaracken dar, die heute noch in Luftbildern erkennbar sind. Die Fundamentierung dieser üblicherweise in Holz- oder Fachwerkbauweise errichteten Gebäude aus Stein ist am Limes recht selten.

### Kastellbad
Etwa 45 Meter nördlich der aus der porta praetoria (östlich des Kastells) führenden Straße fand Kofler das Badegebäude. Der Innenraum war stark gestört und es ließen sich Reste von etwa 60 Hypokaustpfeilern, Wandbemalung und Estrichböden (opus signinum) feststellen. Der stark von den Zentralbädern der späteren Limeskastelle abweichende Grundriss wirft Fragen auf. Kofler glaubte, darin ein Doppelbad zu erkennen, das möglicherweise auch von den Bewohnern der Zivilsiedlung (Vicus) mitbenutzt wurde, und führte Vergleiche mit den Kastellbädern von Eining und Osterburken an. Die Deutung des Gebäudes als Kastellbad wird in neueren Forschungen meist nur als wahrscheinlich angegeben.

### Kastellvicus
Größere Teile der Zivilsiedlung wurden im Ortsbereich von Ober-Florstadt nachgewiesen. Sie erstreckte sich nordwestlich des Kastells. Wie Luftbilder zeigen, war der vicus von einem Verteidigungsgraben umgeben, der sich an das Kastell anschloss und bis hinunter an die Nidda reichte. Neben diversen Einzeluntersuchungen gelang 2006 die Aufdeckung von mindestens vier, wahrscheinlich sieben Streifenhäusern. Bei der geringen Parzellenbreite von 4,50 m wiesen die Grundstücke eine Länge von 45 bis 50 m auf.
Die Bebauung des Kastellvicus setzte wahrscheinlich bald nach der Kastellgründung um 90 n. Chr. ein. Funde des dritten Jahrhunderts sind aber rar, was für einen Rückgang der Besiedlung spricht. Für einen von Wagner vermuteten Zerstörungshorizont gegen Ende des 2. Jahrhunderts konnten bei den neueren Untersuchungen keine Hinweise gefunden werden. Auf eine Zerstörung im Jahr 233 könnte ein Keramikdepot ähnlich dem gleichartigen Befund aus dem Vicus des Kastells Langenhain hinweisen, das in dieser Zeit dort in einem Keller deponiert wurde.
Zu den besonders auffälligen Strukturen des vicus gehört der Fund eines Mithräums nördlich des Kastells durch Kofler 1888. Es war, wie für diese Gebäude üblich, in den Boden eingetieft, und die dreischiffige cella deshalb gut erhalten. Das zu erwartende Kultrelief fehlte zwar, es fand sich jedoch die steinerne Skulptur eines Dadophoren sowie gegenüberliegend die Basis seines Gegenstücks. Das Gebäude war innen farbenprächtig ausgemalt. Im Kultraum fanden sich Reste von über 20 Tonlampen sowie einige Weihealtäre.

### Datierung
Die Anfangsdatierung des Kastells schwankt etwas zwischen domitianischer und trajanischer Zeit, wird meist um oder kurz vor dem Jahre 100 n. Chr. angegeben. Ein vielfach vermuteter Vorgängerbau der domitianischen Zeit ist bislang nicht durch ausgegrabene Befunde gesichert, zeichnet sich aber möglicherweise im Luftbild ab. Die Zusammensetzung der Ziegelstempel weist große Ähnlichkeiten zum Kastell Stockstadt auf. Besonders auffällig ist eine Gruppe früher Ziegelstempel der Legio XXII Primigenia aus Mainz mit dem Schriftzug in tabulae ansatae.
Als Besatzung des Kastells wird ebenfalls aufgrund von Ziegelfunden die cohors XXXII voluntariorum civium Romanorum (32. Freiwilligen-Kohorte römischer Bürger) angenommen. Die Ziegelstempel der Einheit sind andernorts selten, so dass sie im Wesentlichen für eigene Baumaßnahmen produziert haben dürfte. Die Einheit befand sich zuvor in Nida-Heddernheim und verblieb wahrscheinlich bis zum Ende des Limes um 260 n. Chr. in Ober-Florstadt.

### Der Münzschatz von Ober-Florstadt

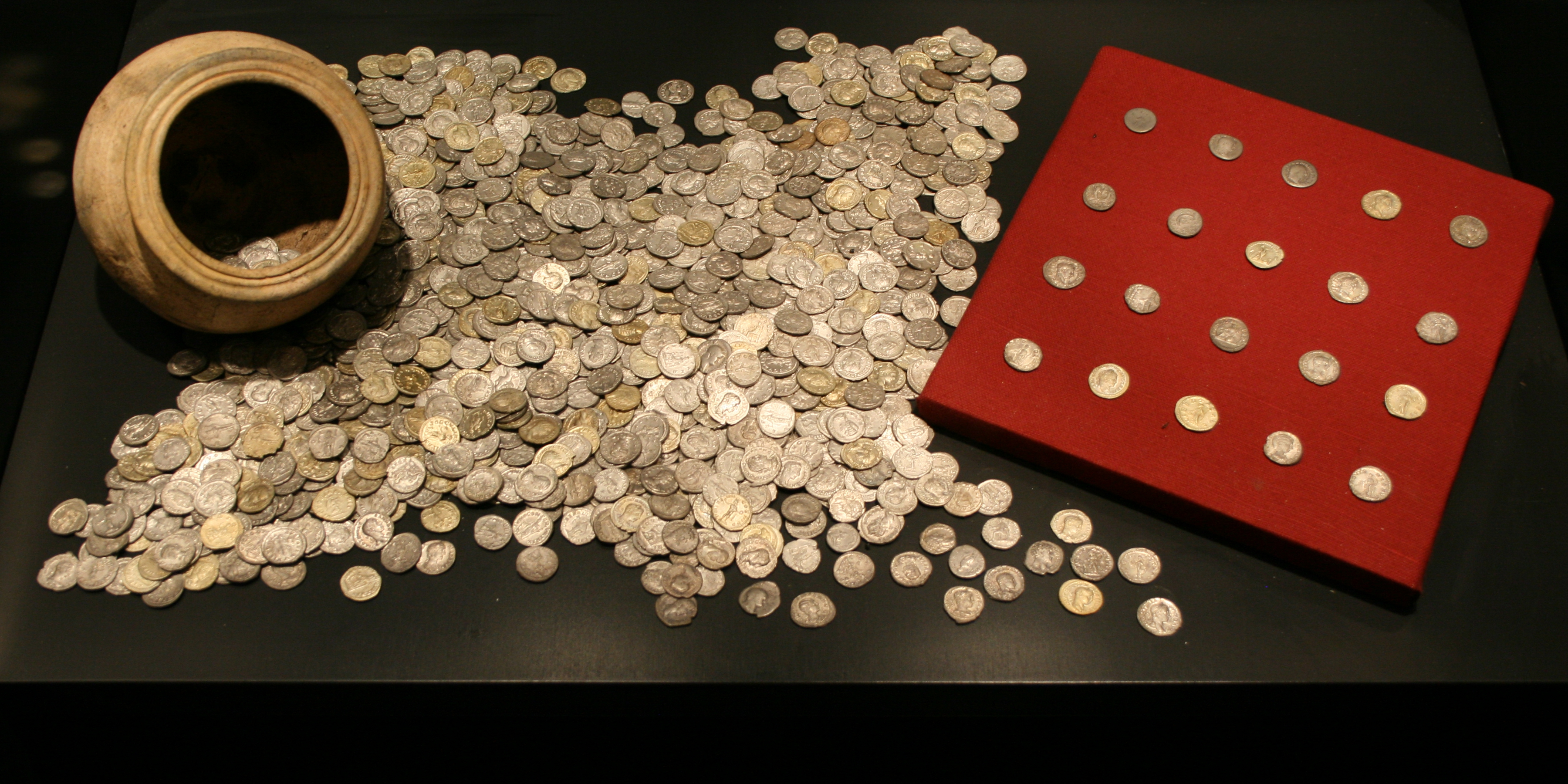
Münzschatz von Ober-Florstadt, Ausstellung im Wetterau-Museum in Friedberg

Der bedeutendste Fund aus dem Kastell besteht in einem Münzhort, der 1984 nahe der Westecke im Innenbereich des Kastells geborgen wurde. Er bestand aus 1136 Denaren und war mitsamt dem umgebenden Keramikgefäß ausgepflügt worden. Der Fund wird heute im Wetterau-Museum in Friedberg ausgestellt.
Die Münzen, die zeitlich von der römischen Republik bis zu Severus Alexander reichen, stellen mehr als das Eineinhalbfache des Jahresverdienstes eines Auxiliarsoldaten (750 Denare) in dieser Zeit dar. Die Zusammensetzung entspricht weitgehend dem zu dieser Zeit in Obergermanien im Umlauf befindlichen Geld, obwohl Antoniniane, die seit 214/5 geprägt wurden, nicht darin enthalten sind. Es dürfte sich deshalb eher um die Ersparnisse eines oder mehrerer Soldaten gehandelt haben, da in der Truppenkasse mit erheblich mehr frisch geprägten Münzen zu rechnen gewesen wäre. Möglich ist ein Zusammenhang mit dem Germaneneinfall, bei dem der (oder die) Besitzer ums Leben kam und deshalb den von ihm vergrabenen Hort nicht mehr heben konnte. Daneben wurde auch die Erklärung vorgeschlagen, dass der Besitzer bei einer der zahlreichen Truppenabzügen des 3. Jahrhunderts in eine andere Gegend des Reiches versetzt wurde und von dort wider Erwarten nicht zurückkehrte.

## Limesbauwerke in der Nähe des Kastells Ober-Florstadt
Das rückwärtige Kastell dürfte im Wesentlichen die Kleinkastelle Staden und Stammheim direkt am Limes unterhalten haben. Vom Limes selbst ist in der stark landwirtschaftlich genutzten Region wenig erhalten. Ein kurzer sichtbarer Abschnitt befindet sich südlich von Stammheim, größere erhaltene Teile nordöstlich des benachbarten Kastells Echzell oder südlich des Kastells Altenstadt.

## Denkmalschutz
Das Kastell und die erwähnten Anlagen sind als Teil des Obergermanisch-Rätischen Limes seit 2005 Teil des UNESCO-Welterbes. Außerdem sind es Bodendenkmäler nach dem Hessischen Denkmalschutzgesetz. Nachforschungen und gezieltes Sammeln von Funden sind genehmigungspflichtig, Zufallsfunde an die Denkmalbehörden zu melden.